# نصف‌النهار ۲۹ درجه شرقی
نصف‌النهار ۲۹ درجه شرقی ۲۹مین نصف‌النهار شرقی از گرینویچ است که از لحاظ زمانی ۱ساعت و ۵۶دقیقه با گرینویچ اختلاف زمانی دارد.
این نصف‌النهار از قطب شمال شروع و از مناطق زیر گذشته و به قطب جنوب ختم می‌شود.
- قاره اروپا
- قاره آفریقا
- اقیانوس هند